# Skechers
Skechers USA, Inc. (NYSE: SKX) er en amerikansk fodtøjsvirksomhed, der er baseret i Manhattan Beach, Californien. Den blev etableret af Robert Greenberg i 1992. De har 15.100 ansatte og 4.992 butikker. Deres årsomsætning er på 7,5 mia. $. I 1999 blev Skechers børsnoteret.
Skechers designer, udvikler og markedsfører en række mærker indenfor fodtøj og beklædning. Det inkluderer: Skechers Sport, Slip-ins, D'Lites, the charity line Bobs, Mark Nason, Skechers Work, Go Walk, Go Run og Go Golf.